# Evanthia Reboutsika
Evanthia Reboutsika (Ευανθία Ρεμπούτσικα, 15 o 6 de novembre de 1958 al municipi de Kato Achaia, avui és Acaia Occidental) és una compositora i música grega.

## Biografia
Reboutsika va créixer a Kato Acaia, prop de Patres. Als 6 anys va començar a prendre classes de violí a l'Escola de Música de Patras (Ωδείο Πατρών). A partir de 1970, Reboutsika va viure a Atenes, on va continuar les seves classes de violí primer al Conservatori d'Atenes (Ωδείο Αθηνών) i després al Conservatori Grec (Ελληνικό Ωδείο). Amb els seus tres germans, que també toquen instruments, més tard va formar un quartet de música format per violí, piano, violoncel i viola, que va viatjar per Grècia i per l'estranger. El programa incloïa tant música clàssica com música grega coneguda de Manos Hadjidakis i Mikis Theodorakis. Reboutsika va completar la seva educació musical a París a l'École Normale de Musique de Paris.
Reboatsika està casada amb el compositor Panagiotis Kalanzopoulos i té dos fills.

## Carrera
Després de 1979, Reboutsika va treballar diverses vegades amb l'orquestra simfònica del canal de televisió estatal grega ERT 3 i l'orquestra moderna del canal de televisió ERT (Σύγχρονη Ορχήστρα της ΕΡΤ). També va participar en una sèrie d'actuacions d'Axion Esti (Αξιον Εστί) amb Mikis Theodorakis. A la dècada de 1990 va començar a compondre música ella mateixa. Va escriure música per a pel·lícules i cantants grecs coneguts, música de cinema per a pel·lícules gregues i turques i música per a obres de teatre. El seu estil musical combina dos gèneres musicals grecs, l'Entechno Tragoudi (έντεχνο τραγούδι) amb el Laiki Mousiki (λαϊκή μουσική). Reboutsika va guanyar el primer premi al Festival Internacional de Cinema de Tessalònica de 2003 per la seva banda sonora de la pel·lícula Un toc de canyella. La banda sonora va ser guardonada amb un Disc d'Or, tot i que consta només de peces orquestrals, a part de dues cançons. El 2006 va rebre el World Soundtrack Award El descobriment de l'any per la música de pel·lícula de la pel·lícula turca Babam ve Oğlum.
Reboutsika actua regularment amb altres músics i fa concerts per tota Grècia.

## Discografia

### Àlbums
- 1996 - Αθώος Ένοχος  cantada per Iannis Kotsiras
- 1997 - Μόνο Ένα Φιλί cantada per Iannis Kotsiras
- 1998 - Το αστέρι κι η ευχή
- 2000 - Είναι δική μας η ζωή μας cantada per Iannis Kotsiras
- 2000 - Μικρές ιστορίες cantada per Eleftheria Arvanitaki
- 2004 - Έρωτα, Δεν Ξέρεις Ν' Αγαπάς cantada per Natasa Theodoridou
- 2007 - Ο χορός των άστρων cantada per Elli Paspala
- 2012 - Για πού τραβάς ελπίδα  cantada per Alkistis Protopsalti
- 2014 - Τι λέει η αλεπού; música per a les faules d'Esop

### Bandes sonores
- 1997 - Αθήνα – Θεσσαλονίκη (Athena – Thessaloniki), telefilm (cantada per Nana Mouskouri)
- 2003 - Πολίτικη κουζίνα (Un toc de canyella) de Tasos Boulmetis
- 2004 - Φωνή Αιγαίου Documental
- 2006 - Babam ve Oglum, deÇağan Irmak
- 2008 – Ulak, de Çağan Irmak
- 2009 - Μεγάλοι Έλληνες,  telefilm
- 2009 - Φθινοπωρινή Ιστορία, obra de tatre
- 2014 - Birlesen Gönüller, de Hasan Kiraç
- 2014 - Τρίτο Στεφάνι, obra de teatre
- 2015 – Νοτιάς, de Tasos Boulmetis
- 2018 - 1968, de Tasos Boulmetis